# Nyctinomops femorosaccus
Nyctinomops femorosaccus é uma espécie de morcego da família Molossidae. Pode ser encontrada no México e Estados Unidos da América.